# Music For Life 2006

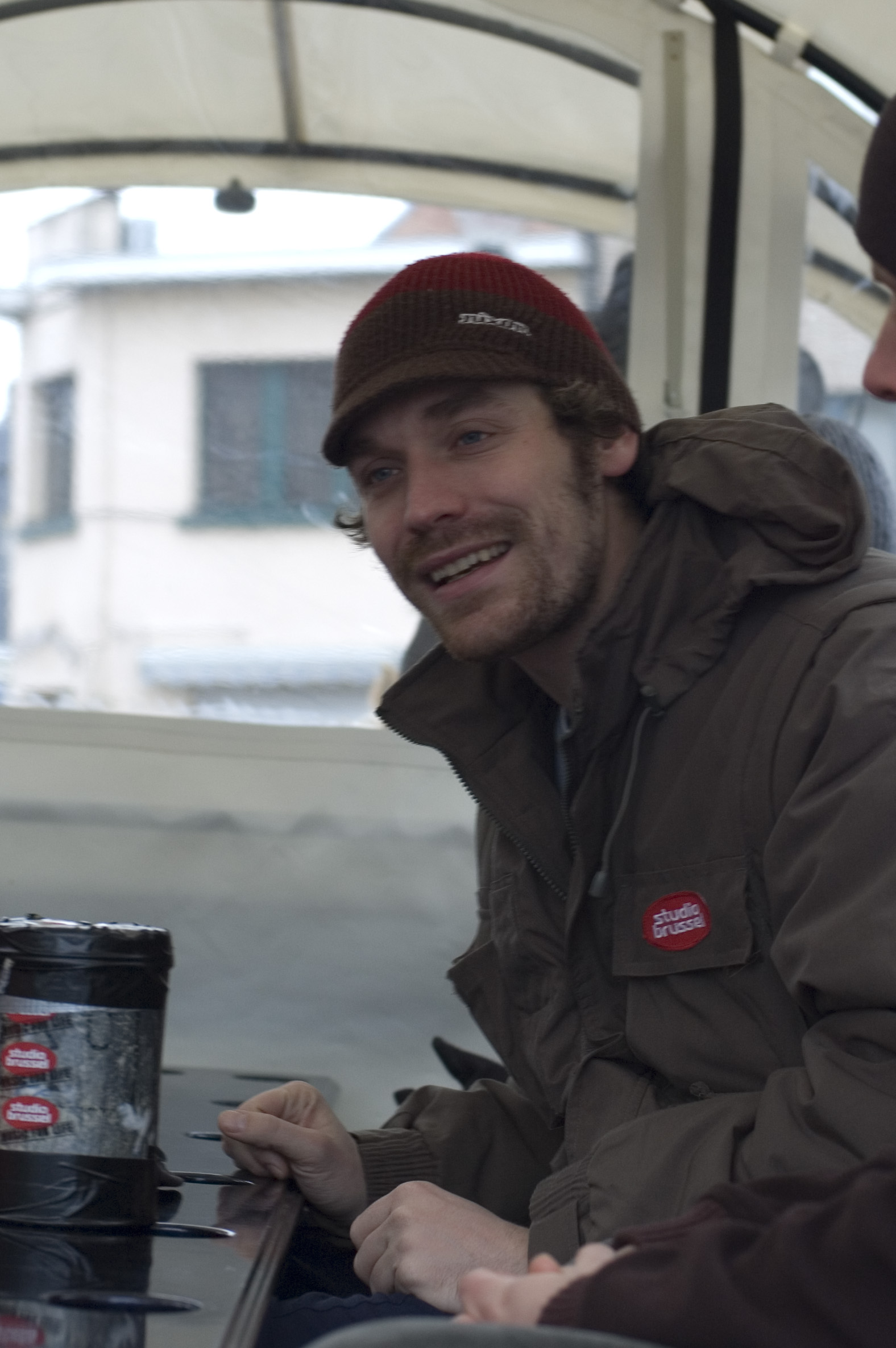
Otto-Jan Ham wandelde van Utrecht naar Leuven (foto Inferis)

Music For Life was een crossmediale actie van de Vlaamse radiozender Studio Brussel in de week van 19 tot 24 december 2006 voor de slachtoffers van landmijnen. Het doel was geld in te zamelen ten bate van het Rode Kruis.
De actie was geïnspireerd op de actie Serious Request van de Nederlandse radiozender 3FM, die in 2006 aan haar derde editie toe was. Drie presentatoren (Peter Van de Veire, Christophe Lambrecht (alias DJ Lambi Bambi) en Tomas De Soete) sloten zich zes dagen op in een glazen huis aan het Martelarenplein te Leuven van waaruit ze onafgebroken radio maakten. Ze voedden zich uitsluitend met fruit- en groentensapjes, en draaiden verzoeknummers in ruil voor giften. Ook liep er een aantal acties en werden er heel wat gesigneerde spullen geveild. De actie bracht in totaal € 2.705.156 op.

## Details
De initiatiefnemers benadrukten dat ze geen hongerstaking voerden, maar onder begeleiding van het Rode Kruis zes dagen lang vast voedsel ruilden voor voedzame sapjes. Hierdoor wilden ze hun solidariteit tonen met de slachtoffers en ook het contrast met onze overvloedige kerst- en nieuwjaarsfeesten benadrukken.

### Verzoeknummers
Verzoeknummers konden ter plaatse bij het glazen huis, via de website van Studio Brussel of per telefoon worden aangevraagd. Dit bracht al de eerste dag circa 80.952 euro op en de twee volgende dagen werd dat bedrag telkens verdubbeld.

### Veilingen
Heel wat Bekende Vlamingen besloten de actie te helpen door bepaalde gewilde objecten te laten veilen op internet-veilingsite Ebay. Ook bij het glazen huis werd op zaterdag een veiling georganiseerd. Naast gesigneerde gadgets allerhande, werden onder andere thuisconcerten met Hooverphonic, An Pierlé & The White Velvet, Zornik en een Hyundai Tucson aangeboden

### Bijkomende acties
Zes dagen lang werden bijkomende acties georganiseerd, zoals
- Party For Life, een fuif doorheen Vlaanderen.
- Otto-Jan Ham wandelde van het glazen huis van 3FM in Utrecht naar het glazen huis in Leuven om onderweg sponsorgelden op te halen.
- Elke Jacobs en Sofie Lemaire boden aan tegen betaling klusjes op te knappen.
- Luisteraars konden ook eigen acties voorstellen.

### Respons
De respons was groter dan verwacht. Op het Martelarenplein verzamelde zich permanent een menigte nieuwsgierige kijkers en luisteraars om verzoekplaatjes aan te vragen. Ze moesten soms urenlang aanschuiven.
De website van Studio Brussel die voor de gelegenheid een blog was, was op bepaalde momenten zwaar belast door de vele geïnteresseerden en door de vele reacties die werden gepost. In totaal luisterden ongeveer 1,5 miljoen Vlamingen minstens een kwartier naar de uitzending.
Ook de politiek bleef niet onbewogen. Op zaterdag 23 december 2006 kwam minister van buitenlandse zaken Karel De Gucht toelichten hoe de regering al veel investeringen had gedaan in programma’s voor het opruimen van landmijnen. Hij beloofde die investeringen in 2007 te verhogen en merkte op dat hij dit verkoos boven extra steun voor de Music For Life-actie, die zich concentreerde op rechtstreekse hulp aan de slachtoffers. Enige uren later kwam hij op deze uitspraak terug en meldde dat de federale regering het eindbedrag zou verdubbelen als er minstens 700.000 euro werd ingezameld. Vlaams minister-president Yves Leterme had eerder al beloofd dat ook de Vlaamse regering een inspanning zou doen. Voormalig Vlaams minister van buitenlandse aangelegenheden en media Geert Bourgeois maakte tijdens de slotshow het bedrag van 100.000 euro bekend. Er werd in totaal meer dan 1.159.713 euro ingezameld, door de verdubbeling door de federale regering (1,16 miljoen euro) en de bijdrage van het Vlaams gewest (100.000 euro) werd 2.705.156 euro overgemaakt aan het Rode Kruis.

## Tussenstanden
De volgende tussenstanden omvatten enkel het bedrag dat ingezameld werd door verzoekplaten.
| dag | dag            | tijd      | tussenstand      |
| --- | -------------- | --------- | ---------------- |
| 1   | di 19 december | /         | geen tussenstand |
| 2   | wo 20 december | 16.45 uur | € 80.952,-       |
| 3   | do 21 december | 16.50 uur | € 168.207,-      |
| 4   | vr 22 december | 17.20 uur | € 328.285,-      |
| 5   | za 23 december | 16.45 uur | € 487.000,-      |

Samen met de 100.000 euro van de Vlaamse Overheid, en de verdubbeling door de Federale Regering, werd zondagavond afgeklokt op het onverwacht hoog bedrag van 2.705.156 euro voor het Vlaamse Rode Kruis.

## Reflectie
De Vlaamse pers zorgde achteraf voor een uitgebreide reflectie van het gebeuren. Het Glazen Huis was één groot café, een volksfeest, een vrij podium waar verschillende generaties konden luisteren naar wat hen verbindt. Op plaatsen waar je normaliter enkel Q-music hoort, schalde de bewuste week voor Kerstmis 2006 StuBru heel luid. De tijdgeest verklaart het succes: de nood aan nestwarmte via acties waar mensen elkaar vinden neemt toe. De goedgekozen midwintertijd waarbij men vroeger het boze verjoeg en het licht verwelkomde is meegenomen. Het doorzichtige Glazen Huis op een groot plein, dat mensen bond en waar ieder terechtkon met giften stond als metafoor voor het kerstverhaal. Het was een actie waarbij niet enkel grote bedrijven met bedragen kwamen zwaaien met grote cheques, maar waarbij de bijdragen van mensen zelf centraal stonden, waarbij alle leeftijden aan bod kwamen.

## Trivia
- Christophe Lambrecht werd door de collega's presentatoren en door de luisteraars "DJ Lambi Bambi" genoemd.
- Peter Van de Veire riep regelmatig uit dat het pokkeheet was in het glazen huis terwijl luisteraars buiten in de kou stonden te wachten (voornamelijk als reactie op de luisteraars die buiten smakelijk pakjes friet en andere lekkernijen voor de neus van de hongerende dj’s kwamen verorberen).
- De uitspraak "vetgeil" werd gelanceerd als synoniem voor "cool", "fantastisch".
- Op 30 augustus 2007 werd er bekendgemaakt dat er een opvolger komt van deze editie. De tweede editie vond plaats in december 2007.